# Sara Lindborg
Sara Maria Lindborg (* 30. November 1983 in Hosjö) ist eine ehemalige schwedische Skilangläuferin.

## Werdegang
Ihren ersten internationalen Einsatz hatte Lindborg bei den Juniorenweltmeisterschaften 2003 in Sollefteå. Sie belegte dort den 35. Platz über 15 Kilometer Freistil (Massenstart). Im darauf folgenden Jahr startete sie in Östersund erstmals im Continental Cup, wo sie den 19. Platz im Verfolgungswettbewerb belegte. Einige Monate später wurde sie für den Weltcup in Umeå nominiert. Bei ihrem ersten Einsatz in der höchsten Skilanglauf-Rennserie belegte sie den 63. Platz über 10 Kilometer klassisch. Mit einem dritten Platz über 10 Kilometer klassisch im Scandinavian Cup qualifizierte sie sich in der Saison 2005/06 erneut für den Weltcup. In Oberstdorf verpasste sie als 33. des Verfolgungswettbewerbs knapp ihre ersten Weltcuppunkte. Bei den U23-Weltmeisterschaften in Kranj erreichte sie als bestes Resultat den siebenten Platz über 10 Kilometer klassisch. Ihre ersten Weltcuppunkte erkämpfte Lindborg mit dem 28. Platz in La Clusaz über 15 Kilometer Freistil (Massenstart) in der Saison 2006/07. Ihren ersten Podestplatz feierte Lindborg einen Tag später zusammen mit der schwedischen Staffel. Mit einem 12. Platz über 10 Kilometer klassisch im estnischen Otepää sicherte sie sich das Ticket für die Nordischen Skiweltmeisterschaften 2007 in Sapporo. Dort überzeugte sie mit einem 16. Platz über 30 Kilometer klassisch (Massenstart). Über 10 Kilometer Freistil und im Skiathlon-Wettbewerb erreichte sie die Plätze 24 und 31. Nach Platz zwei mit der Staffel in La Clusaz zu Beginn der Saison 2008/09, errang sie den 24. Platz bei der Tour de Ski 2008/09. Im Februar 2009 kam sie im Scandinavian Cup viermal unter die ersten Zehn. Dabei siegte sie in Ulricehamn über 5 km Freistil und erreichte zum Saisonende den achten Platz in der Gesamtwertung. In der Saison 2009/10 gewann sie mit der schwedischen Staffel den Wettbewerb in Beitostølen. Ihr bestes Weltcupeinzelergebnis in der Saison war der 20. Platz bei der Tour de Ski-Etappe in Cortina-Toblach über 5 km klassisch. In der folgenden Saison belegte sie den 35. Platz bei der Nordic Opening in Kuusamo und den 27. Rang beim Weltcup-Finale in Falun. Zudem errang sie im Dezember 2010 in La Clusaz den dritten Platz mit der Staffel. Beim Saisonhöhepunkt den Nordischen Skiweltmeisterschaften 2011 in Oslo kam sie jeweils auf den 30. Platz im Skiathlon und im 30-km-Massenstartrennen und auf den 25. Rang über 10 km klassisch. Ihr bestes Weltcupeinzelresultat in der Saison 2011/12 war der 14. Platz über 10 km klassisch in Otepää. Anfang April 2012 wurde sie bei den schwedischen Meisterschaften Dritte über 30 km klassisch. In der Saison 2012/13 errang sie bei der Nordic Opening in Kuusamo den 28. und bei der Tour de Ski 2012/13 den 39. Platz. Bei der Tour de Ski 2013/14 erreichte sie mit zwei Top-Zehn-Platzierungen den 11. Platz in der Gesamtweltcup. Bei den Olympischen Winterspielen 2014 in Sotschi gelang ihr der 39. Platz im 30-km-Massenstartrennen, der 20. Rang im Skiathlon und der 16. Platz über 10 km klassisch. Zum Saisonende erreichte sie beim Weltcup-Finale in Falun den 15. Platz und beendete die Saison auf dem 26. Platz im Gesamtweltcup und den 24. Platz im Distanzweltcup. In der Saison 2015/16 nahm sie an den Ski Classics teil. Dabei kam sie neunmal unter die ersten Zehn, darunter Platz drei beim Isergebirgslauf und errang damit den vierten Platz in der Gesamtwertung. In der Saison 2016/17 belegte sie bei den Ski Classics fünfmal den dritten Platz (Prolog in Pontresina, La Sgambeda, La Diagonela, Marcialonga, Wasalauf) und erreichte damit den vierten Platz in der Gesamtwertung. In ihrer letzten Saison als aktive Sportlerin 2017/18 wurde sie Zweite beim Kaiser-Maximilian-Lauf sowie Dritte beim Isergebirgslauf und erreichte damit den fünften Platz in der Gesamtwertung der Ski Classics.

## Erfolge

### Weltcupsiege im Team
| Nr. | Datum             | Ort         | Disziplin          |
| --- | ----------------- | ----------- | ------------------ |
| 1.  | 22. November 2009 | Beitostølen | 4 × 5 km Staffel 1 |

### Siege bei Continental-Cup-Rennen
| Nr. | Datum            | Ort        | Disziplin     | Serie            |
| --- | ---------------- | ---------- | ------------- | ---------------- |
| 1.  | 15. Februar 2009 | Ulricehamn | 5 km Freistil | Scandinavian Cup |

## Weltcup-Gesamtplatzierungen
| Saison  | Gesamt | Gesamt | Distanz | Distanz |
| Saison  | Punkte | Platz  | Punkte  | Platz   |
| ------- | ------ | ------ | ------- | ------- |
| 2006/07 | 37     | 65.    | 37      | 41.     |
| 2007/08 | -      | -      | -       | -       |
| 2008/09 | 49     | 64.    | 21      | 50.     |
| 2009/10 | 22     | 88.    | 22      | 62.     |
| 2010/11 | 35     | 71.    | 27      | 51.     |
| 2011/12 | 23     | 78.    | 23      | 57.     |
| 2012/13 | 31     | 79.    | 25      | 59.     |
| 2013/14 | 255    | 26.    | 127     | 24.     |
| 2014/15 | 52     | 69.    | 46      | 47.     |